# Pierre Bergeron (géographe)
Pour les articles homonymes, voir Bergeron et Pierre Bergeron (homonymie).
Pierre Bergeron (vers 1580 - vers 1637) est un poète et géographe français.

## Biographie

### Enfance et formation
Pierre Bergeron est le fils du juriste et polygraphe valoisien Nicolas Bergeron.

### Carrière
À la suite de son père, il devient avocat auprès du Parlement de Paris.
Il plaide d'une manière distinguée, et devient conseiller du roi et référendaire en la chancellerie du Parlement de Paris. Il se fait remarquer comme poète mondain avant de travailler comme « nègre » des relations de voyage des explorateurs François Pyrard, Jean Mocquet et Vincent Le Blanc. Galien de Béthencourt le charge de l'édition des mémoires de voyage de son aïeul Jean de Béthencourt, publié en 1630. Il retranscrit également le récit du voyage autour du monde de Pierre-Olivier Malherbe,.  
Bergeron meurt vers 1637. 
Plusieurs de ses travaux restent inédits de son vivant et sont publiés à titre posthume. 

## Publications
Il a publié : 
1. Traité de la navigation et des voyages de découvertes et conquêtes modernes, et principalement des François, Paris, 1629, in-8°[6].
2. Histoire de la première découverte et conquête des Canaries, faite dès l'an 1402, par messire Jean de Béthencourt, chambellan du roi Charles VI, Paris, 1650, in-8°[7].
3. Relation des voyages en Tartarie de Fr. Guillaume de Rubruquis, Fr. Jean du Plan Carpin, Fr. Ascelin, et autres religieux de Saint-François et Saint-Dominique, qui y furent envoyés par le pape Innocent IV et le roi Saint-Louis. Plus un Traité des Tartares, de leur origine, mœurs, religion, conquêtes, empire, chams kans, hordes diverses et changements jusqu'aujourd'hui avec un abrégé de l'histoire des Sarrasins et mahométans, de leur pays, peuples, religion, guerres ; suite de leurs califes, rois, soudans, et de leurs divers empires et États établis par le monde, Paris, 1654, in-8°.

Le Livre de Marco Polo n'est pas inclus dans sa Relation des voyages en Tartarie, et lui est faussement attribué sous le titre « Les voyages très curieux et fort remarquables... par Marc Paul, Vénitien » dans les Voyages faits principalement en Asie... de Van der Aa (Leyde, 1729), repris ensuite par Neaulme (La Haye, 1735),,.
Bergeron a rédigé, en grande partie sur les mémoires de l'auteur, les Voyages fameux du sieur Vincent Le Blanc, Marseillais, dans les quatre parties du monde, Paris, 1648, in-4°. 
La mort l'empêcha d'achever ce travail ; il fut terminé par Louis Coulon, qui le fit paraître avec une dédicace et un avis au lecteur, omis dans la 2e édition de 1658. Ce fut Peiresc qui donna le conseil à Vincent Le Blanc de confier ses manuscrits à Bergeron, dont il connaissait la capacité.
Celui-ci s'était d'abord adonné à la poésie ; on trouve des vers de sa façon en tête de l'édition des œuvres de du Bartas, in-fol., et des frères de Sainte-Marthe, 1633, in-4°. 
Barbier[Lequel ?], à qui l'on doit divers renseignements sur Bergeron, nous apprend qu'il eut beaucoup de part à l'édition de la traduction latine de la Geographica nubiensis, Paris, 1619, in-4°, et qu'il a laissé en manuscrit deux itinéraires, l'un Halo-germanique, et l'autre germano-belgique. Ce dernier, fait en fut communiqué au savant Claude Joly, qui le trouva plein de doctrines et de choses curieuses.

## Manuscrits inédits
- Manuscrit de la BNF (mss. fr. 5560) numérisé sur le site Gallica : https://gallica.bnf.fr/ark:/12148/btv1b90604522
- Manuscrit de la BNF (mss. fr. 5562) numérisé sur le site Gallica : https://gallica.bnf.fr/ark:/12148/btv1b9060684q